# Хаясі Хонока
Хаясі Хонока (яп. 林 穂之香; нар. 19 травня 1998) — японська футболістка. Вона грала за збірну Японії.

## Клубна кар'єра
У 2013 році дебютувала в «Сересо Осака Сакай».

## Кар'єра в збірній
Дебютувала у збірній Японії 11 грудня 2019 року в поєдинку проти Китайського Тайбею.

## Статистика виступів
| Збірна Японії | Збірна Японії | Збірна Японії |
| Рік           | Матчі         | Голи          |
| ------------- | ------------- | ------------- |
| 2019          | 1             | 0             |
| Загалом       | 1             | 0             |